# Roberto Donato Fernández
Roberto Donato Fernández fue un militar mexicano que participó en la Revolución mexicana. Nació el Tlalixcoyan, Veracruz, en 1883. Con la muerte de Francisco I. Madero se incorporó al movimiento constitucionalista, en la que alcanzó el grado de teniente coronel. Fue pagador de la Policía en el Distrito Federal. El 7 de mayo de 1926 se levantó en armas en el cerro de El Veladero, Estado de Guerrero; fue derrotado y hecho prisionero, para luego ser amnistiado. Escribió la obra Los gobernantes de México desde Agustín de Iturbde hasta Plutarco Elías Calles. Fundó y dirigió el periódico El insurgente. Murió en la Ciudad de México en 1938. 